# رهبر کره شمالی
رهبر جمهوری دموکراتیک خلق کره (به کره‌ای: 조선민주주의인민공화국의 최고령도자)، به صورت دفاکتو رهبر حزب کارگران کره، کشور و ارتش خلق کره است. متصدی آن همراه با ریاست بر کمیسیون امور دولتی عالی‌ترین مقام سیاسی و اداری کره شمالی است. کیم ایل سونگ، بنیان‌گذار جمهوری دموکراتیک خلق کره از ۱۹۴۸ تا ۱۹۹۴، به‌عنوان رئیس‌جمهور و نخستین رهبر کره شمالی خدمت کرد. پس از مرگ کیم ایل سونگ، پسرش کیم جونگ ایل به‌قدرت رسید و تا ۲۰۱۱ کره شمالی را رهبری کرد. با مرگ کیم جونگ ایل نیز پسرش کیم جونگ اون به رهبری رسید. رهبران کره شمالی پس از مرگشان «رهبر عالی» نامیده شدند و در طول حیات با عناوینی نظیر «رهبر بزرگ» و «رهبر عزیر» شناخته می‌شدند.
نخست‌وزیر کره شمالی ریاست دولت را برعهده دارد و با معاونان و اعضاء، کابینه را تشکیل می‌دهند. اعضای کابینه نیز توسط قوه مقننه ملی، مجمع عالی خلق انتصاب می‌یابند. رئیس مجمع عالی خلق نیز رئیس کشور محسوب می‌شود. با همه این‌ها، اما در عمل کشور توسط یک شخص (رهبر) اداره می‌شود. کیم جونگ ایل در طول حیات، فرمانده عالی ارتش خلق کره و دبیرکل حزب کارگران کره نیز بود. پس از مرگ او، کیم جونگ اون مناصب را در انحصار گرفت و بعد از تأسیس کمیسیون امور دولتی، به‌عنوان رئیس آن منصوب شد.

## پیشینه
رهبر عالی عنوانی بود که فقط برای کیم ایل سونگ به‌کار می‌رفت و پس از مرگ او استفاده می‌شد. او در طول حیات خود با نام «رهبر بزرگ» (위대한 수령) شناخته می‌شد، عنوانی که تا به امروز فقط به او اشاره دارد. پسر او، کیم جونگ ایل، در زمان حیاتش با نام «رهبر عزیز» (친애하는 령도자) شناخته می‌شد و تنها پس از مرگ، رسانه‌های کره شمالی به سنت پدرش، او را «رهبر عالی» خطاب کردند. کیم جونگ اون، برای نخستین بار در یک مقاله روزنامه کره شمالی که در ۳ اکتبر ۲۰۲۰ منتشر شد، رهبر عالی نامیده شد و از آن زمان به بعد، تعداد دفعات آن افزایش یافته است. او گاهی اوقات «رهبر عالی بزرگ» نیز خطاب می‌شود. همین‌طور او اولین کسی بود که در زمان حیات و در سن جوانی ۳۷ سالگی رهبر عالی نامیده شد. مقاله ۲۰۲۰ او در روزنامه بخشی از مقدمات رسمی برای انتصاب کیم جونگ اون به عنوان دبیرکل حزب کارگران کره بود. رهبر حزب کارگران کره نیز ریاست یگانه بدنه سیاسی و مقام عالی کشور را برعهده دارد.

## فهرست
| ش | پرتره                               | نام (تولد–مرگ)                  | عنوان(ها)                     | دوره                            | تصدی (Time in Office)                           | مشارکت‌های ایدئولوژیک                 |
| - | ----------------------------------- | ------------------------------- | ----------------------------- | ------------------------------- | ----------------------------------------------- | ------------------------------------ |
| ۱ |                                     | کیم ایل سونگ 김일성 (۱۹۹۴–۱۹۱۲) | نخست‌وزیر کابینه کره شمالی     | ۹ سپتامبر ۱۹۴۸ – ۲۸ دسامبر ۱۹۷۲ | ۹ سپتامبر ۱۹۴۸ — ۸ ژوئیه ۱۹۹۴ (۴۵ سال، ۳۰۲ روز) | جوچه                                 |
| ۱ | صدر حزب کارگران کره                 | کیم ایل سونگ 김일성 (۱۹۹۴–۱۹۱۲) | ۲۴ ژوئن ۱۹۴۹ – ۱۲ اکتبر ۱۹۶۶  |                                 | ۹ سپتامبر ۱۹۴۸ — ۸ ژوئیه ۱۹۹۴ (۴۵ سال، ۳۰۲ روز) | جوچه                                 |
| ۱ | دبیرکل حزب کرگران کره               | کیم ایل سونگ 김일성 (۱۹۹۴–۱۹۱۲) | ۱۲ اکتبر ۱۹۶۶ – ۸ ژوئیه ۱۹۹۴  |                                 | ۹ سپتامبر ۱۹۴۸ — ۸ ژوئیه ۱۹۹۴ (۴۵ سال، ۳۰۲ روز) | جوچه                                 |
| ۱ | رئیس‌جمهور کره شمالی                 | کیم ایل سونگ 김일성 (۱۹۹۴–۱۹۱۲) | ۲۸ دسامبر ۱۹۷۲ – ۸ ژوئیه ۱۹۹۴ |                                 | ۹ سپتامبر ۱۹۴۸ — ۸ ژوئیه ۱۹۹۴ (۴۵ سال، ۳۰۲ روز) | جوچه                                 |
| ۲ |                                     | کیم جونگ ایل 김정일 (۲۰۱۱–۱۹۴۱) | رئیس کمیسیون دفاع ملی کره     | ۹ آوریل ۱۹۹۳ – ۱۷ دسامبر ۲۰۱۱   | ۸ ژوئیه ۱۹۹۴ — ۱۷ دسامبر ۲۰۱۱ (۱۷ سال، ۱۶۲ روز) | کیم ایل سونگیسم سونگون ده اصل        |
| ۲ | دبیرکل حزب کارگران کره              | کیم جونگ ایل 김정일 (۲۰۱۱–۱۹۴۱) | ۸ اکتبر ۱۹۹۷ – ۱۷ دسامبر ۲۰۱۱ |                                 | ۸ ژوئیه ۱۹۹۴ — ۱۷ دسامبر ۲۰۱۱ (۱۷ سال، ۱۶۲ روز) | کیم ایل سونگیسم سونگون ده اصل        |
| ۳ |                                     | کیم جونگ اون 김정은 (تولد ۱۹۸۲) | دبیر اول حزب کارگران کره      | ۱۱ آوریل ۲۰۱۲ – ۹ مه ۲۰۱۶       | ۱۷ دسامبر ۲۰۱۱ — تاکنون (۱۳ سال، ۲۳۱ روز)       | کیم‌ایل‌سونگیسم–کیم‌جونگ‌ایلیسم پیونگ‌جین |
| ۳ | رئیس اول کمیسیون دفاع ملی کره شمالی | کیم جونگ اون 김정은 (تولد ۱۹۸۲) | ۱۱ آوریل ۲۰۱۲ – ۲۹ ژوئن ۲۰۱۶  |                                 | ۱۷ دسامبر ۲۰۱۱ — تاکنون (۱۳ سال، ۲۳۱ روز)       | کیم‌ایل‌سونگیسم–کیم‌جونگ‌ایلیسم پیونگ‌جین |
| ۳ | صدر حزب کارگران کره                 | کیم جونگ اون 김정은 (تولد ۱۹۸۲) | ۹ مه ۲۰۱۶ – ۱۰ ژانویه ۲۰۲۱    |                                 | ۱۷ دسامبر ۲۰۱۱ — تاکنون (۱۳ سال، ۲۳۱ روز)       | کیم‌ایل‌سونگیسم–کیم‌جونگ‌ایلیسم پیونگ‌جین |
| ۳ | رئیس کمیسیون امور دولتی کره شمالی   | کیم جونگ اون 김정은 (تولد ۱۹۸۲) | ۲۹ ژوئن ۲۰۱۶ – تاکنون         |                                 | ۱۷ دسامبر ۲۰۱۱ — تاکنون (۱۳ سال، ۲۳۱ روز)       | کیم‌ایل‌سونگیسم–کیم‌جونگ‌ایلیسم پیونگ‌جین |
| ۳ | دبیرکل حزب کارگران کره              | کیم جونگ اون 김정은 (تولد ۱۹۸۲) | ۱۰ ژانویه ۲۰۲۱ – تاکنون       |                                 | ۱۷ دسامبر ۲۰۱۱ — تاکنون (۱۳ سال، ۲۳۱ روز)       | کیم‌ایل‌سونگیسم–کیم‌جونگ‌ایلیسم پیونگ‌جین |